# سیگبیورن اوبستفلدر
سیگبیورن اوبستفلدر، (تولد  ۲۱ نوامبر ۱۸۶۶ وفات ۲۹ ژوئیه ۱۹۰۰) یک شاعر و نویسنده نروژی بود. وی یکی از اولین شاعران نروژی است که قالبهای کهنه شعر و پایبندی به قافیه در ادبیات نروژ را شکست. با این حال اشعار او بسیار آهنگین بوده و در آثار شعرای نسل بعد تأثیری ماندگار داشته‌است. اشعار وی، جلوه ای از تنهایی و اضطراب را در خود حمل می‌کنند. شاید از همین جهت، بسیاری، سیگبیورن را همتای ادوارد مونک، اما در زمینه ادبیات می‌دانند.

## پیشینه

### اوایل زندگی
سیگبیورن اوبستفلدر، در ۲۱ نوامبر ۱۸۶۶ در شهر استاوانگر، در خانواده ای پر جمعیت به دنیا آمد. او هفتمین فرزند خانواده بود. در خانوادهٔ وی از ۱۶ فرزند، تنها ۷ تن دورهٔ کودکی را سپری کردند. پدر سیگبیورن، نانوا و فضای خانه مذهبی بود. وقتی سیگبیورن اوبستفلدر، تنها ۱۴ سال داشت، مادر وی درگذشت. بدنبال مرگ مادر، نانوایی پدر نیز رو به ورشکستگی گذاشت. با این حال سیگبیورن، در مدرسه از حمایت معلم‌های خود برخوردار بود.
سیگبیورن اوبستفلدر، در سال ۱۸۸۴ تحصیلات متوسطه خود را با موفقیت به پایان رساند و سال بعد به کمک معلم‌هایش راهی کریستیانیا شده و امتحان دیگری را پشت سر گذاشت.

### کار و تحصیل
سیگبیورن اوبستفلدر، در ال ۱۸۸۶ بعد از آنکه مدتی را به عنوان معلم خصوصی کار کرده بود، توانست در دانشگاه کریستیانیا ثبت نام کرده ودر رشتهٔ واژه‌شناسی تحصیل کند.
اما دو سال بعد وی تغییر رشته داد و مشغول تحصیل علوم فنی و نقشه‌کشی در مدرسه فنی کریستیانیا شد. انگیزه او در تغییر رشته، این امید بود که بتواند به آمریکا، جایی که برادر کوچک او زندگی می‌کرد، مهاجرت کرده و در آنجا شغلی در رشته فنی به دست آورد.

### اقامت در آمریکا
سیگبیورن اوبستفلدر، بدون امتحان پایانی، اما با مدارکی که نشان از حضور او در کلاس‌های درس ترسیم فنی داشت، در پاییز ۱۸۹۰ به میلواکی، ویسکانسین سفر کرد، و در آنجا در سمت طراح برنامه، در یک شرکت پل‌سازی مشغول به کار شد. اما آمریکا انتظارات وی را برآورده نکرد و خیلی زود ناامید شد. سیگبیورن، پس از یک سال زندگی در آمریکا به نروژ بازگشت. اما فشار عصبی و روانی حاصل از شکست برنامه‌هایش بیشتر از تاب تحمل او بود. در کریستیانیا، سیگبیورن اوبستفلدر دچار آشفتگی روانی شد. تا جایی که وی را موقتاً در آسایشگاه روانی بستری کردند.

### فعالیت ادبی
سیگبیورن اوبستفلدر، طی اقامت در آمریکا به موسیقی علاقه پیدا کرد. او از قبل مدتی ویولن و گیتار نواخته بود و با موسیقی آشنایی داشت؛ و حالا می‌خواست، نوازندهٔ تمام وقت یا آهنگ ساز شود. اما استعداد وی بیشتر در شعر و ادب بود. سیگبیورن اوبستفلدر، از همان دوران دبیرستان، وقتی در استاوانگر، زندگی می‌کرد؛ مقالات موفقی را در روزنامهٔ مدرسه منتشر کرده بود. اولین مقالهٔ جدی و برجستهٔ وی نقیضه ای بود در مورد خوابگاه دانشجوان در استاوانگر، جایی که او خود زندگی کرده و از اشخاص برجسته آن بود.

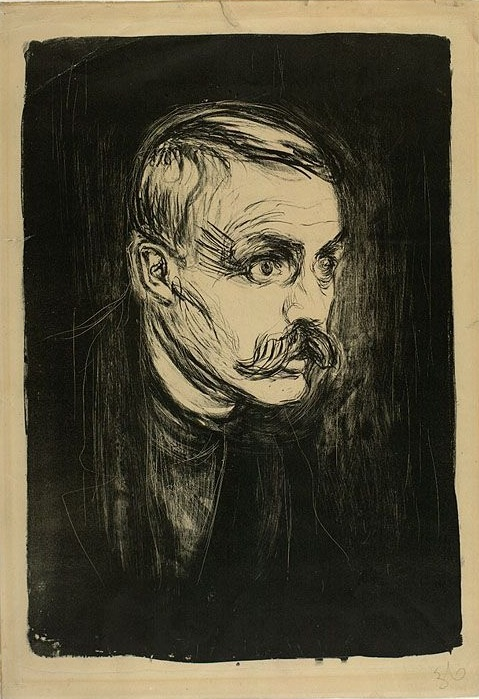
بسیاری، سیگبیورن را همتای ادوارد مونک، اما در زمینه ادبیات می‌دانند.

سیگبیورن اوبستفلدر، در پایتخت، با شخصیتهای برجسته هنری و ادبی ارتباط داشت. همین آشنایان او را تشویق کردند تا نوشته‌های خود را برای گرهارد گران، که از شخصیتهای برجستهٔ فرهنگی آن عصر بود، ارسال کند. سیگبیورن اوبستفلدر، به سفارش دوستان مطلع خود عمل کرد؛ و در تابستان ۱۸۹۲ برای اولین بار اشعار او در یکی از مهمترین مجلات ادبی آن روزگار منتشر شد. این مقدمه ای بود که بزودی به همت گرهارد گران، اشعار سیگبیورن اوبستفلدر، توسط یکی از معتبرترین شرکت‌های انتشارات در برگن چاپ شد.
سیگبیورن اوبستفلدر، اولین کتاب شعر خود را در سال ۱۸۹۳ انتشار داد. منتقد یکی از روزنامه‌های پر تیراژ نروژ ادعا کرد که این کتاب کوچک، بزرگترین رویداد سال، در نروژ خواهد بود. منتقد یک روزنامه معتبر دیگر نوشت: «مزخرف تر از این کتاب، هرگز در کشور ما مطلبی چاپ نشده‌است». این بحث‌های افراطی به خودی خود نشان از اهمیت موضوع داشت.
سیگبیورن اوبستفلدر، دو سال بعد دو داستان کوتاه فعالیت ادبی خود را گسترش داد. نوشته‌های او بزودی از مرزهای نروژ عبور کرد و در شرکتهای انتشاراتی دانمارک با استقبال روبرو شد. سیگبیورن اوبستفلدر، رمان صلیب را در سال ۱۸۹۶ منتشر کرد و طی سالهای بعدی رمانهای موفق دیگری به چاپ رساند.
بااین حال، درآمد آنچه او می‌نوشت برای گذران مخارج زندگی کافی نبود. سیگبیورن اوبستفلدر، در عمل به همت دوستان سخاوتمند و فرهنگ دوست و بورسیه دولتی موفق شد جای خود را در تاریخ ادبیات و فرهنگ نروژ باز کند.

## زندگی شخصی و مرگ

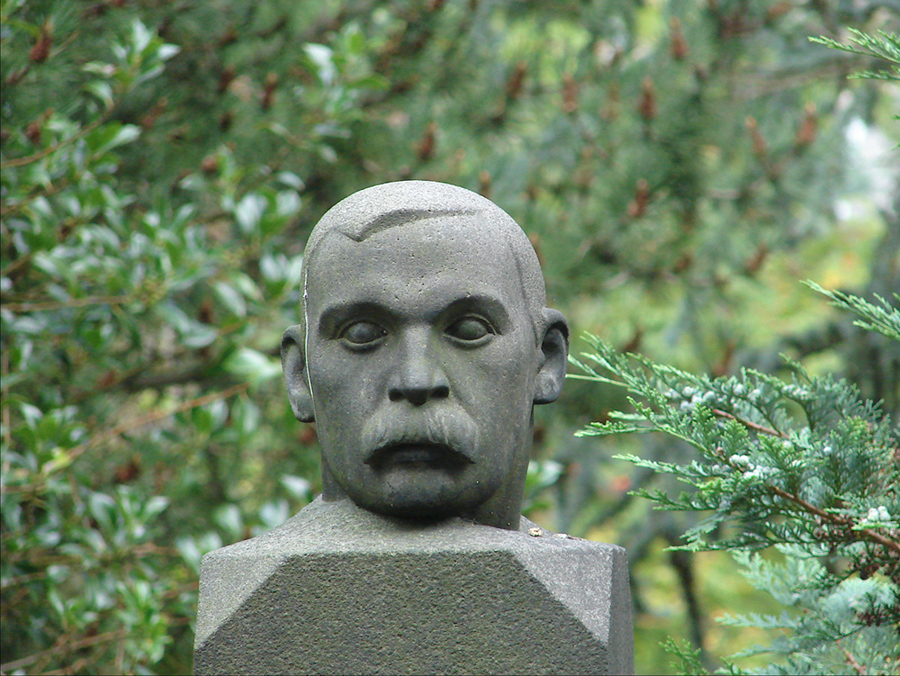
تازه در سال ۱۹۱۷ بود که بنای آرامگاه وی به احترام ساخته شد.

درسال ۱۸۹۸سیگبیورن اوبستفلدر، با یک زن خواننده آواز اهل دانمارک، «اینگبورگ ویکه» ازدواج کرد، اما این ازدواج کوتاه مدت بود. سیگبیورن اوبستفلدر، در ۲۹ ژوئیه ۱۹۰۰ میلای در بیمارستان شهرداری کپنهاگ بر اثر بیماری سل در سن ۳۴ سالگی درگذشت. دختر وی لیلی در روزی که در قبرستان فردریکسبرگ دفن شد به دنیا آمد. تازه در سال ۱۹۱۷ بود که بنای آرامگاه وی به احترام ساخته شد. هزینه ساخت آرامگاه وی توسط دوستان وی و دوستاران فرهنگ نروژ پرداخت شد.

## یادداشت
1. ↑   به نروژی:Sigbjørn Obstfelder